# Kedungjaya (Tanah Sereal)
Kedungjaya is een bestuurslaag in het regentschap Kota Bogor van de provincie West-Java, Indonesië. Kedungjaya telt 12.767 inwoners (volkstelling 2010).